# Anatheta planulicollis
Anatheta planulicollis är en skalbaggsart som först beskrevs av Thomas Casey 1910.  Anatheta planulicollis ingår i släktet Anatheta och familjen kortvingar. Inga underarter finns listade i Catalogue of Life.